# قضیه صفرهای هیلبرت
قضیه صفرهای هیلبرت (به انگلیسی: Hilbert's Nullstellensatz) (در آلمانی Nullstellensatz به معنای قضیه-مکان-صفر است) قضیه ای است که رابطه بنیادینی بین هندسه و جبر برقرار می کند. این رابطه پایه ای برای هندسه جبری بنا می نهد. این قضیه مجموعه جبری را به ایده آل هایی در حلقه چند جمله ای های روی میدان های بسته جبری مرتبط می سازد. این رابطه توسط دیوید هیلبرت کشف شد و اولین کسی بود که آن را اثبات کرده و قضایای متعدد و مرتبط دیگری نیز به اسم او نام گذاری شده است (مثل قضیه پایه هیلبرت).

## فرمول‌بندی
فرض کنید {\displaystyle k} یک میدان باشد (مثل اعداد گویا) و {\displaystyle K} یک توسیع بسته جبری از آن باشد (مثل اعداد مختلط). حلقه چندجمله‌ای {\displaystyle k[X_{1},\ldots ,X_{n}]} را در نظر گرفته و فرض کنید {\displaystyle I} ایده آلی از این حلقه باشد. مجموعه جبری {\displaystyle V(I)} که توسط این ایده آل تعریف می شود شامل تمام n-تایی هایی چون {\displaystyle x=(x_{1},\ldots ,x_{n})} در {\displaystyle K^{n}} باشد چنان که برای تمام {\displaystyle f} در {\displaystyle I} داشته باشیم {\displaystyle f(x)=0}. حال، قضیه صفرهای هیلبرت بیان می دارد که اگر {\displaystyle p} چندجمله ای دلخواهی در {\displaystyle k[X_{1},\ldots ,X_{n}]} باشد که روی مجموعه جبری {\displaystyle V(I)} ناپدید می شود، یعنی برای تمام {\displaystyle x} در {\displaystyle V(I)} داریم {\displaystyle p(x)=0}، آنگاه عدد طبیعی چون {\displaystyle r} وجود دارد به طوری که {\displaystyle p^{r}} در {\displaystyle I} است.
یک نتیجه مستقیم از این قضیه، نولستلنساتز ضعیف یا قضیه صفرهای ضعیف هیلبرت است: ایده آل {\displaystyle I\subset k[X_{1},\ldots ,X_{n}]} شامل 1 است اگر و تنها اگر چندجمله ای های درون {\displaystyle I} هیچ صفر مشترکی درون {\displaystyle K^{n}} نداشته باشند. می توان این قضیه ضعیف را به این صورت نیز فرموله کرد: اگر {\displaystyle I} ایده آل محضی در {\displaystyle k[X_{1},\ldots ,X_{n}]} باشد، آنگاه {\displaystyle V(I)} نمی تواند تهی باشد، یعنی در هر توسیع جبری بسته ای از {\displaystyle k}، صفر مشترکی برای تمام چندجمله ای های درون این ایده آل وجود دارد. علت نامگذاری این قضیه به "ضعیف" این است که می توان آن را به سادگی با استفاده از حقه ی رابینوویچ (به انگلیسی: Rabinowitsch) اثبات کرد. فرض در نظر گرفتن صفر های مشترک در یک میدان بسته جبری در اینجا ضروری است؛ به عنوان مثال، عناصر ایده آل محض {\displaystyle (X^{2}+1)} در {\displaystyle \mathbb {R} [X]}، صفر مشترکی در {\displaystyle \mathbb {R} } ندارند. 
به کمک نمادگذاری رایج هندسه جبری، قضیه صفرهای هیلبرت را می توان برای هر ایده آل :{\displaystyle J} به این صورت فرموله کرد:
{\displaystyle {\hbox{I}}({\hbox{V}}(J))={\sqrt {J}}}
دراینجا، {\displaystyle {\sqrt {J}}} نشاندهنده رادیکال {\displaystyle J} بوده و {\displaystyle I(U)} ایده آل تمام چندجمله ای هایی است که روی مجموعه {\displaystyle U} ناپدید می شوند (یعنی صفر می شوند).
بدین طریق، ما به تناظر حافظ-ترتیبی بین مجموعه های جبری در {\displaystyle J} و ایده آل های رادیکال درون {\displaystyle K[X_{1},\ldots ,X_{n}]} می رسیم. در حقیقت، به طور کلی تر می توان الصاق گالوا بین زیرمجموعه های فضا و زیرمجموعه های جبری را مشاهده نمود که در این ارتباط "بستار زاریسکی" و "رادیکال ایده آل تولید شده" عملگرهای بسته هستند (یعنی خروجی این عملیات در همان مجموعه قرار می گیرد). 
به عنوان مثالی خاص، نقطه {\displaystyle P=(a_{1},\dots ,a_{n})\in K^{n}} را فرض کنید. آنگاه {\displaystyle I(P)=(X_{1}-a_{1},\ldots ,X_{n}-a_{n})}. به طور کلی تر:
{\displaystyle {\sqrt {I}}=\bigcap _{(a_{1},\dots ,a_{n})\in V(I)}(X_{1}-a_{1},\dots ,X_{n}-a_{n}).}
برعکس، هر ایده آل ماکسیمال از حلقه چندجمله ای {\displaystyle K[X_{1},\ldots ,X_{n}]} (توجه کنید که {\displaystyle K} بسته جبری است) برای اعضایی چون {\displaystyle a_{1},\ldots ,a_{n}\in K} به شکل {\displaystyle (X_{1}-a_{1},\ldots ,X_{n}-a_{n})} است.
به عنوان مثالی دیگر، یک زیرمجموعه جبری چون {\displaystyle W} در {\displaystyle K^{n}}تحویل ناپذیر است (در توپولوژی زاریسکی) اگر و تنها اگر {\displaystyle I(W)} ایده آلی اول باشد.